# Michael O'Neill (football)
Pour les articles homonymes, voir O'Neill.
 Michael O'Neill, né le 5 juillet 1969 à Portadown en Irlande du Nord, est un footballeur nord-irlandais devenu entraîneur de football.
Michael O'Neill a été international nord-irlandais à 33 reprises et a marqué 7 fois en équipe nationale.
Une fois sa carrière de joueur terminée, il devient entraîneur adjoint au Cowdenbeath FC, puis en avril 2006 il prend en main le Brechin City Football Club. Il gagne le trophée d’entraineur du mois de deuxième division en décembre 2007 et en octobre 2008.
Michael O'Neill signe le 13 décembre 2008 pour le club irlandais de Shamrock Rovers. Dès sa première année il guide son équipe vers les sommets du championnat. À deux journées de la fin de la saison, les Rovers sont premiers avec deux points d’avance sur leur adversaire immédiat, le Bohemian FC. Il gagne le trophée d’entraîneur du mois en juillet 2009.
Le 10 novembre 2019 Michael O'Neill est nommé manager du Stoke City Football Club alors avant dernier de la deuxième division anglaise.
Alors qu'il avait été nommé sélectionneur, le 28 décembre 2011, de l'équipe d'Irlande du Nord de football, il quitte son poste, le 21 avril 2020, en raison du report de l'Euro en 2021.

## Palmarès
Joueur
- Championnat d'Irlande du Nord de football
  - Glentoran FC : 2002/03
- Football League Trophy
  - Wigan Athletic : 1999